# Про царівну Місяцівну
«Про царівну Місяцівну» — вірш іспанського поета Гарсія Лорки, написаний ним у 1927 році. Вийшов друком у збірці «Циганські романсеро» (1928 р.)

## Передісторія та сюжет вірша
Дитинство Федеріко Гарсія Лорки пройшло в атмосфері стародавніх іспанських переказів, пісень і музики. Він усе життя черпав натхнення в поезії рідного краю, легендах і реальних випадках. Книга віршів «Циганські романсеро» вийшла у 1928 році і принесла славу поету. Гарсія Лорка звернувся до улюбленого жанру народної поезії — романсу. Він намагався «поєднати циганську міфологію з відвертою буденністю плинного часу». Поет талановито відродив і трансформував старовинний іспанський жанр романсу. Читачі відразу сприйняли фольклорні образи, символи, фрагментарну композицію.
Вірш «Про царівну Місяцівну» — природна складова збірки. У циганських повір'ях місяць губить маленьких дітей, яких безпечно залишили спати під місячним світлом. З образом «Місяцівни в серпанковім покривалі» приходить атмосфера загадковості й утаємниченості. Темної ночі до самотнього героя спустилась загадкова небесна красуня. «Грішну й чисту» Місяцівну не зупиняють благання хлопчика: «Тікай, тікай, Місяцівно». У романі є реалістична канва: цигани, повернувшись у кузню, знайшли хлопчика мертвим і «плачуть, голосять цигани». Але у Лорки сюжет міфологізований. Місяцівна появилась перед хлопчиком, танцювала перед ним і, зрештою, забрала з собою на небо.
Як і в баладі німецького просвітника Гете «Вільшаний король», стирається межа між реальністю і фантастикою. Діалог героїв нагадує розмову Вільшаного короля з хворим хлопчиком.
```
"Тікай, тікай, Місяцівно,
бо як вернуться цигани,
накують із твого серця
намиста й перснів багато".
"Дай я, хлоню, потанцюю,
бо як вернуться чхавале,
ти з закритими очима
лежатимеш на ковадлі".
"Тікай, тікай, Місяцівно.
Чуєш, тупотять бахмати?"
"Ну-бо, хлоню, не топчися
по білі моїй крохмальній".
```

## Назва вірша
Вірш іспанського письменника називається «Romance de la luna, luna», що з іспанської перекладається дослівно «Романс про місяць, місяць». Проте в іспанській мові місяць («luna») жіночого роду. У перекладі Миколи Лукаша казкова красуня стає «царівною Місяцівною». Романсом (ісп. romance/romanza) в Іспанії називали пісню народною мовою, на противагу пісням, написаних латиною.

## Композиція
У вірші «Про царівну Місяцівну» кільцева побудова: у першій строфі зображено прихід Місяцівни:
```
"Прийшла в кузню Місяцівна
в серпанковім покривалі"
```

А в останній строфі бачимо її зникнення:
```
"...царівну Місяцівну
 повивають хмари, хмари"
```

Центральною частиною твору є діалог царівни Місяцівни з хлопчиком.

## Перекладачі вірша українською мовою
- Микола Лукаш, 1969 р.
- Анна Вовченко, 2013 р.
- Григорій Латник, 2008 р.

## Вивчення в школі
За програмою «ЗАРУБІЖНА ЛІТЕРАТУРА» для 10–11 класів загальноосвітніх навчальних закладів, яка набрала чинності 1 вересня 2018 року, вірш Гарсіа Лорки «Про царівну Місяцівну» вивчається в 11 класі.